# Mancur Olson
Mancur Lloyd Olson, Jr., född 1932 i Grand Forks i North Dakota, död 1998 i College Park i Maryland, var en ledande amerikansk nationalekonom och samhällsvetare som vid tiden för sin död arbetade vid University of Maryland i College Park. Bland många andra områden så bidrag han till den institutionella ekonomin, där han intresserade sig för äganderätter, skatter, gemensamma nyttor, kollektivt handlande och kontraktsrättigheter.
Olson fokuserade på den logiska basen för medlemskap och deltagande i intressegrupper. De rådande politiska teorierna vid tiden för hans främsta verk gav grupper närmast en gudagiven status. Somliga hänvisade till människans instinkt som flockdjur, andra tillskrev bildandet av grupper som rotade sig på släktskap till moderniseringsprocessen. Olson utvecklade en radikalt annorlunda logisk grund för bildandet av organiserade gemensamma intressegrupper.
I sin första bok, The Logic of Collective Action: Public Goods and the Theory of Groups, teoretiserade han att endast "separata och 'selektiva' incitament kan stimulera rationella individer i en existerande grupp att handla på ett grupporienterat sätt". Det vill säga, endast fördelar som är reserverade för gruppmedlemmar kommer att motivera en individ att gå med i och bidra till gruppen. Det betyder att gruppmedlemmar kommer att handla kollektivt för att skapa privata varor, men inte för att skapa kollektiva varor. 
År 1982 expanderade han The Logic of Collective Action i ett försök att förklara nationers uppgång och fall. Idén är att små distributiva koalitioner tenderar att bildas över tid inom länder. Dessa koalitioner eller särintressen försöker påverka politiken till sin egen favör genom att införa regleringar som är gynnsamma för den egna gruppen, till exempel subventioner. Regleringarna tenderar att vara protektionistiska eller inriktade på rent-seeking och kommer därför att hämma tillväxten. Men eftersom nyttorna från åtgärderna kommer att fördelas selektivt och koncentreras inom gruppen, medan kostnaderna sprids ut på hela befolkningen, så kommer det inte att uppstå något större motstånd mot de införda åtgärderna. Över tid så blir dessa distributiva koalitioner fler och fler, och den nation som är drabbad av dem faller ner i ekonomisk tillbakagång.